# Grand Prix des Eaux Minérales de Beckerich
Il Grand Prix des Eaux Minérales de Beckerich era una corsa in linea maschile di ciclismo su strada che si disputò in Lussemburgo nel 2005. Era inserita nel calendario dell'UCI Europe Tour come evento di classe 1.2.

## Albo d'oro
Aggiornato all'edizione 2005.
| Anno | Vincitore     | Secondo          | Terzo     |
| ---- | ------------- | ---------------- | --------- |
| 2005 | Arno Wallaard | Jonathan Henrion | Gil Suray |